# Shane Peterson
Shane Aaron Peterson (né le 11 février 1988 à Fallbrook, Californie, États-Unis) est un joueur de premier but et voltigeur des Rays de Tampa Bay de la Ligue majeure de baseball.

## Carrière
Joueur de baseball à l'université d'État de Californie à Long Beach, Shane Peterson est un choix de deuxième ronde des Cardinals de Saint-Louis en 2008. Le 24 juillet 2009, alors qu'il joue en ligues mineures dans l'organisation des Cardinals, il passe aux Athletics d'Oakland en compagnie du joueur de premier but Brett Wallace et du lanceur droitier Clay Mortensen dans la transaction qui permet à Saint-Louis d'acquérir le voltigeur étoile Matt Holliday. Peterson évolue au champ extérieur et au premier but dans les mineures. 
Il fait ses débuts dans le baseball majeur avec Oakland le 16 avril 2013. Le 17 avril, il récolte son premier point produit lorsqu'il soutire un but-sur-balles au lanceur Bud Norris des Astros de Houston avec les buts remplis puis frappe plus tard son premier coup sûr, aux dépens de Xavier Cedeño.
Après une saison passée dans les ligues mineures avec les River Cats de Sacramento, Peterson est réclamé au ballottage par les Cubs de Chicago le 19 décembre 2014. Quatre jours plus tard, c'est au tour des Brewers de Milwaukee de la réclamer au ballottage.
Après avoir joué avec Milwaukee en 2015, Peterson retrouve les majeures en 2017 avec les Rays de Tampa Bay.